# Paratendipes thermophilus
Paratendipes thermophilus är en tvåvingeart som beskrevs av Henry Keith Townes, Jr. 1945. Paratendipes thermophilus ingår i släktet Paratendipes och familjen fjädermyggor. Inga underarter finns listade i Catalogue of Life.